# 音節輔音
音節輔音（又譯作成音節輔音），或稱元音化輔音（英語：vocalic consonant），指占据音节核位置的輔音，如英語rhythm、button和bottle中的m、n和l，以及letter中r的發音。在國際音標中，可以使音標加上下劃線〈U+0329  ̩ COMBINING VERTICAL LINE BELOW〉或上劃線〈U+030D  ̍ COMBINING VERTICAL LINE ABOVE〉來表示，如[ɹ̩]、[ŋ̍]。
在大多數有音節輔音的語言也都擁有成音節的響音（包括鼻音、邊音等），然而很少語言在普通的字彙中使用成音節的阻礙音（如塞音、塞擦音等），除了用作狀聲詞的shh! 或zzz等字。